# Joseph Lombardo (Mafioso)
Joseph „Jo(ey) the Clown“ Lombardo Sr (* 1. Januar 1929; † 19. Oktober 2019) war ein hochrangiger Mobster des Chicago Outfit. Er galt als Consigliere der Organisation; einige sahen in ihm sogar das Oberhaupt bzw. gingen von einem Führungstrio mit John DiFronzo und Joseph Andriacchi aus.

## Leben
Lombardo wurde während der 1950er Jahre Mitglied der US-amerikanischen Cosa Nostra in New York City. 1963 wurde er wegen Entführung verhaftet, aber freigesprochen.
1974 folgte eine Anklage wegen des Verdachts der Veruntreuung von 1,4 Millionen US-Dollar aus dem Central States Pension Fund der Gewerkschaft der Transportarbeiter (Teamsters). Allerdings wurde der Belastungszeuge Daniel Seifert zwei Tage vor seinem Vorladungstermin vor Gericht ermordet und die Anklage fallen gelassen.
Später brachte der Informant der Regierung Alva Johnson Rodgers Lombardo neben dem Tod von Seifert mit den Morden an Robert Harder, Sam Annerino, Raymond Ryan und Allen Dorfman in Verbindung. Am Mord des unehrenhaft entlassenen Polizeibeamten und Informanten Richard Cain soll er sogar persönlich beteiligt gewesen sein. Lombardo konnte sich jedoch allen strafrechtlichen Verfolgungen entziehen.
1982 wurde Lombardo beschuldigt 800.000 US-Dollar vom Bau-Unternehmer Robert Kendler erpresst und versucht zu haben, den Senator  von Nevada Howard W. Cannon zu bestechen.

## Verurteilung
1986 wurde Joseph Lombardo zusammen mit Joseph Aiuppa, Jackie Cerone, Angelo LaPietra, Milton J. Rockman und Carl DeLuna wegen der finanziellen Abschöpfung von Casinos in Las Vegas in Höhe von zwei Mio. US-Dollar verurteilt.
Am 27. April 2005 wurde Lombardo verhaftet und der Verwicklung in 18 Morde angeklagt. Der Prozess mit Staatsanwalt Patrick Fitzgerald und Richter James Zagel war Ergebnis der FBI-Operation „Family Secrets“ (engl. Familiengeheimnisse), die 2005 zu Verhaftungen führte. 
Zusammen mit Lombardo standen James Marcello, Frank Schweihs, Frank Calabrese, Anthony Doyle, ein ehemaliger Polizist, und Paul Schiro vor Gericht.
Am 10. September 2007 wurde Lombardo wegen organisiertem Verbrechen, Erpressung, Kreditwucher und Mord verurteilt und am 10. September vor dem gleichen Schwurgericht wegen des Mordes an Daniel Seifert schuldig gesprochen.
Ab Oktober 2007 saß Lombardo im Metropolitan Correctional Center von Chicago ein, wo er noch auf die Verkündung des Strafmaßes wartete. Im Februar 2009 verhängte Richter Zagel eine lebenslange Haftstrafe.